# Virgin Cola
Virgin Cola var en coladryck som tillverkades och marknadsfördes av det brittiska bolaget Virgin Group. Drycken såldes i Storbritannien, Frankrike, Sydafrika och Belgien. 
Virgin Cola tog form i början av 1990-talet, i samarbete med det kanadensiska bolaget Cott, och 1994 lanserades colan på marknaden.
Virgin Cola distribuerades i Sverige av Spendrups i början av 2000-talets första decennium, men varumärket fäste aldrig på marknaden och försvann därför snabbt[när?]. Lanseringen av Virgin Cola i USA gick inte heller som planerat, och märket säljs inte längre där.